# Сидоров, Юрий Ананьевич
Юрий (Георгий) Ананьевич Сидоров (1887—1909) — русский поэт.

## Биография
Отец Сидорова ― студент Петровской сельскохозяйственной академии, Ананий Григорьевич, мать — Мария Александровна. Сидоров учился два года в Саратовской гимназии, с 3-го класса ― пять лет в Борисоглебской Александровской гимназии, затем один год в Калужской Николаевской гимназии. С осени 1906 года ― студент философского отделения историко-филологического факультета Московского университета. Определившиеся ещё в гимназические годы литературные интересы Сидорова получили в этот период дальнейшее развитие; он установил дружеские контакты со студентами, входившими в круг московских символистов, — Б. А. Садовским, С. М. Соловьёвым, А. К. Виноградовым, В. О. Нилендером; через Соловьёва познакомился с Андреем Белым. Наиболее близким другом Сидорова стал Садовской, оказавший своими консервативно-монархическими взглядами определённое воздействие на формирование его мировоззрения, а также привлекший его к литературно-организационной работе в эфемерном московском издательстве «К вершинам» («Самоцвет»), где Сидоров значился секретарём редакции. В вышедшем под маркой «Самоцвета» «художественно-литературном сборнике» «Хризопрас» (М., 1906―1907) Сидоров дебютировал двумя стихотворениями: «Новые варвары» и «Сновидец, ты миру послал откровенье…», которые остались его единственной прижизненной поэтической публикацией. Первое и единственное выступление Сидорова в столичной печати — резко критическая рецензия (1909) на книгу Г. И. Чулкова «Покрывало Изиды» ― состоялось одновременно с его кончиной.
Находясь с середины декабря 1908 года у матери в Калуге, Сидоров заболел дифтерией и через десять дней умер. Посмертная публикация четырёх
его стихотворений состоялась в журнале «Весы» (1909). Друзья покойного собрали поэтические опыты Сидорова (немногим более 50 стихотворений) в книге «Стихотворения» (М., 1910), которой были предпосланы три небольших вступительных очерка — Андрея Белого, Садовского и С. Соловьёва, — объединённые общим горестным чувством утраты даровитого юноши, не успевшего воплотить свои творческие задатки, обладавшего, по словам Белого, «редчайшим даром, который делает человека знаменосцем целого течения». «В стихах Сидорова много подражаний, но самые эти подражания свидетельствуют об исканиях, о желании учиться своему делу. И то там, то здесь среди строф и стихов, сделанных по чужому образцу, мелькают приёмы самостоятельные, видны попытки создать свой язык. Отдельные стихи решительно хороши…» отмечал В. Я. Брюсов (1910). «Потенциальные силы», таящиеся за стихами», почувствовал у поэта Н. С. Гумилёв (1910).
Как свидетельствует С. Соловьёв, «с лихорадочной поспешностью в последние дни жизни читает он романы Вальтера Скотта, чуть ли не по роману в день, очевидно ища в разумности и объективной красоте Вальтера Скотта оружие против обставшего его извне и изнутри хаоса». Этот «хаос» для Сидорова воплощался в литературной современности, которая в последние месяцы жизни вызывала у него резкое неприятие (однако большие надежды он связывал с идеями и личностью Д. С. Мережковского). Тогда же возобладали в его сознании консервативные политические, и ортодоксально-церковные убеждения: «…он был славянофил. Любил К. Н. Леонтьева, считал себя православным и, как мы узнали после его смерти, готовился надеть священническую рясу. Всё это у него сплеталось с обаянием настоящей культуры…». По свидетельству С. Соловьёва, Сидоров за месяц до смерти говорил ему о своем решении принять священство.